# Mitsubishi 1MT
Il Mitsubishi 1MT (一〇式艦上雷撃機? aerosilurante della Marina Tipo 10), era un aerosilurante imbarcato monomotore triplano prodotto dall'azienda giapponese Mitsubishi negli anni venti.
Il modello, primo ed unico aereo dotato di configurazione alare triplana e primo aerosilurante ad entrare in servizio in Giappone, venne sviluppato per dotare la Dai-Nippon Teikoku Kaigun Kōkū Hombu, il servizio aeronautico della Marina imperiale giapponese, di un nuovo velivolo per equipaggiare la portaerei Hōshō.

## Storia
Dopo che la Marina Imperiale ebbe le prime e positive esperienze nell'utilizzo dell'aviazione navale durante la prima guerra mondiale con la nave appoggio idrovolanti Wakamiya, al termine del conflitto decise di avviare la costruzione di due navi portaerei, allora ufficialmente classificate come "unità deposito per aerei", la Hōshō e la Shōkaku. Delle due solo la prima venne poi costruita, impostata nel dicembre 1919 ed ultimata tre anni più tardi, nel dicembre 1922, mentre, a causa delle limitazioni in accordo al Trattato navale di Washington del 1922 e firmate anche dal governo giapponese, la seconda venne tolta dai programmi per consentire la costruzione delle portaerei Akagi e Kaga.
Per equipaggiare la Shōkaku, nel 1921 la Marina Imperiale interpellò la Mitsubishi richiedendo la fornitura di tre modelli, un aereo da caccia, un aereo da ricognizione ed un aerosilurante.
L'azienda giapponese, che non aveva esperienza nella progettazione aeronautica, richiese la collaborazione di un gruppo di lavoro proveniente dalla britannica Sopwith Aviation Company ed affidò i progetti all'ingegner Herbert Smith ed ai sette membri del suo staff.
Questa collaborazione riuscì a concretizzarsi in due velivoli di successo, il caccia 1MF ed il ricognitore 2MR, che rimasero per anni come dotazione della Marina Imperiale mentre il terzo non si rivelò altrettanto fortunato tanto da sospenderne la produzione dopo soli venti esemplari.

### Sviluppo
La direzione della Marina Imperiale, dopo aver constatato il successo dei primi due modelli, manifestò alla Mitsubishi l'esigenza di accelerare lo sviluppo dell'aerosilurante. Smith aveva scelto di disegnare un modello dall'impostazione convenzionale ma dotato di configurazione alare triplana per favorirne la manovrabilità, convinzione acquisita sull'esperienza delle eccellenti caratteristiche dimostrate in quell'ambito nei modelli che l'adottarono durante la prima guerra mondiale. Il gruppo diretto da Smith riuscì a completare il prototipo, equipaggiato con un motore Napier Lion, un 12 cilindri a V raffreddati a liquido, il 9 agosto 1922. Il primo dei due prototipi venne portato in volo per la prima volta durante i mesi successivi presso il campo di aviazione situato accanto agli stabilimenti Mitsubishi a Nagoya, ai comandi del pilota collaudatore William Jordon che ne constatò l'assenza di difetti di volo e del raggiungimento delle prestazioni previste dalle specifiche di progetto.
Venne quindi avviata la costruzione di un secondo prototipo da consegnare alla Marina Imperiale presso il suo centro di valutazioni a Kasumigaura. Dopo le valutazioni positive la marina emise un ordine di fornitura identificando il modello come 1MT1N o, secondo una diversa convenzione di designazione, aerosilurante della Marina Tipo 10.

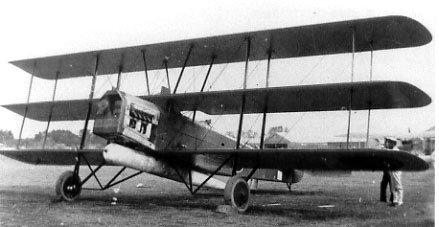
Un 1MT equipaggiato con un siluro, probabilmente inerte e da esercitazione data la colorazione chiara, posizionato sotto la fusoliera.

Solo una volta avviata la produzione in serie e testando il modello in condizioni operativa ci si rese conto che l'1MT si rivelava inadatto al suo compito. Nonostante fosse apprezzato dai suoi piloti per la maneggevolezza il velivolo si rivelò troppo ingombrante per essere collocato su una portaerei. Arrendendosi all'evidenza la Marina Imperiale rescisse il contratto di fornitura nel 1923 dopo che erano stati realizzati venti esemplari e richiedendo all'azienda la fornitura di un nuovo modello da utilizzare nello stesso ruolo ma dalle dimensioni più contenute, sviluppo che portò alla realizzazione del biposto B1M. Quest'ultimo, adottando anche un armamento difensivo, risolse anche il problema della vulnerabilità del suo predecessore che ne era sprovvisto.

### Impiego operativo
L'1MT cominciò ad essere consegnato ai reparti di aerosiluramento della Marina Imperiale tra la fine del 1922 e l'inizio del 1923 ma dopo che si constatò la difficoltà di operare dal ponte di una portaerei venne basato a terra fino a che non venne sostituito nei reparti di prima linea dal suo successore B1M nel corso del 1924. Da quel momento il modello venne declassato al ruolo di aereo da addestramento con il compito di formare gli equipaggi destinati all'aerosiluramento.
Nella metà degli anni venti uno degli esemplari venne convertito in idrovolante nel laboratorio di ricerca della Ando Aero con sede a Shin-Maiko, nella penisola di Chita, prefettura di Aichi. Operativo dal 1926 venne utilizzato in ambito civile come addestratore.

## Utilizzatori
Giappone
- Dai-Nippon Teikoku Kaigun Kōkū Hombu